# Гериатрическая шкала депрессии
Гериатри́ческая шкала́ депре́ссии (англ. Geriatric Depression Scale, GDS) — шкала самооценки, используемая для выявления депрессии у пожилых людей. Была впервые разработана в 1982 году американским психиатром J.A. Yesavage и другими.

## Описание
Шкала основана на анкете из 30 пунктов. Допускаются только ответы «да» или «нет». Такой упрощенный подход используется, для того чтобы тестировать больных или лиц с умеренными когнитивными нарушениями, для которых более сложный набор ответов может сбить с толку или привести к неточной регистрации ответов.
Шкала GDS обычно используется как рутинная часть комплексной гериатрической оценки. Каждому ответу присваивается один балл, а совокупный балл оценивается по сетке подсчета очков. Сетка устанавливает диапазон 0-9 как «нормальный», 10-19 как «легко подавленный» и 20-30 как «сильно депрессивный».
Диагноз клинической депрессии не должен основываться только на результатах GDS. Хотя тест имеет хорошо зарекомендовавшую себя надежность и валидность, оцениваемые по другим диагностическим критериям, ответы следует рассматривать вместе с результатами комплексного диагностического исследования. Была разработана короткая версия GDS (GDS-SF), содержащая 15 вопросов; имеются версии на других языках, кроме английского. Проведенное исследование показало, что GDS-SF является адекватной заменой шкалы из 30 пунктов.
Шкала GDS была подтверждена по шкале оценки депрессии Гамильтона (HRS-D) и шкале самооценки депрессии Цунга (SDS). Имеет чувствительность 92 % и специфичность 89 % при оценке по диагностическим критериям.

## Вопросы и подсчет очков
Шкала состоит из 30 вопросов да/нет. Каждый вопрос оценивается в 0 или 1 балл. Для определения уровня депрессии используются следующие пороговые значения:
- нормальный 0-9,
- легкая депрессия 10-19,
- тяжелые депрессии 20-30